# Talaus triangulifer
Espèce
Synonymes
- Talaus xiphosus Zhu & Ono, 2007

Talaus triangulifer est une espèce d'araignées aranéomorphes de la famille des Thomisidae.

## Distribution
Cette espèce se rencontre en Indonésie à Sumatra et au Kalimantan, en Malaisie au Sabah et en Chine au Guangxi et au Yunnan,.

## Description
La femelle holotype mesure 2,4 mm.
Le mâle décrit par Benjamin en 2020 mesure 8,0 mm et la femelle 10,2 mm.

## Systématique et taxinomie
Cette espèce a été décrite par Simon en 1886.
Talaus xiphosus a été placée en synonymie par Li, Yao, Xiao, Xu et Liu en 2024.

## Publication originale
- Simon, 1886 : « Espèces et genres nouveaux de la famille des Thomisidae. » Actes de la Société linnéenne de Bordeaux, vol. 40, p. 167-187 (texte intégral).